# Ferruccio Busoni
Dante Michelangelo Benvenuto Ferruccio Busoni (Empoli, 1º aprile 1866 – Berlino, 27 luglio 1924) è stato un compositore e pianista italiano.

## Biografia

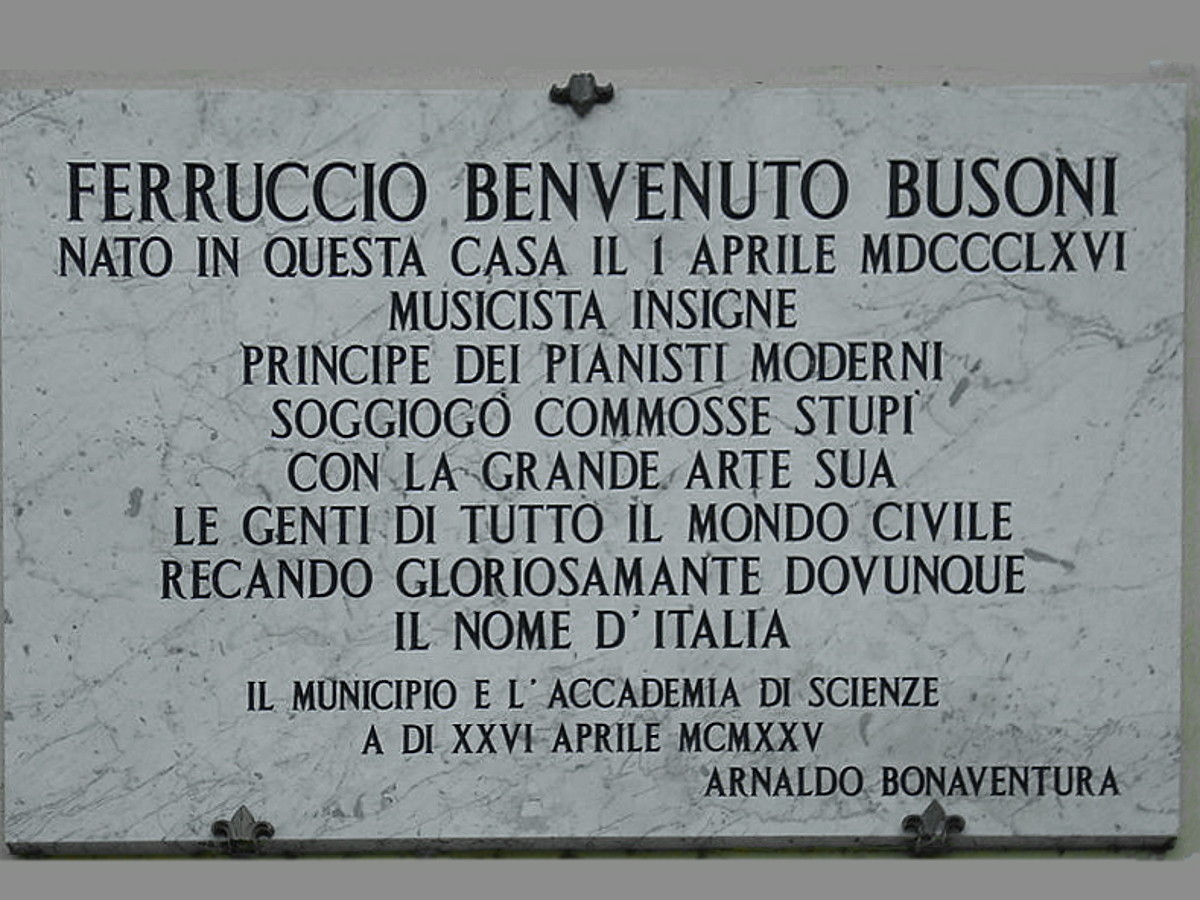
Casa Busoni, Empoli

Nacque da madre triestina, Anna Weiss, per metà bavarese, pianista di professione, e da padre empolese, Ferdinando Busoni, clarinettista. Figlio unico, fu spesso al seguito dei genitori nei loro viaggi. 

Crebbe a Trieste; introdotto allo studio della musica sin da bambino, Busoni debuttò nel capoluogo giuliano come pianista a sette anni e, pochi anni dopo, era già diventato compositore e improvvisatore a Vienna. Nel 1878, a soli 12 anni, scrisse un concerto per pianoforte e archi.
Dopo aver frequentato composizione a Graz per 15 mesi ed essersi diplomato nel 1882, fu a Lipsia nel 1886 e nel 1888 ad Helsinki, dove tenne la classe di pianoforte ed ebbe Sibelius fra i suoi allievi. A Helsinki Busoni conobbe la sua futura moglie, Gerda Sjöstrand, figlia dello scultore svedese Carl Eneas Sjöstrand, che sposò a Mosca nello stesso anno e dalla quale ebbe due figli, Rafaello e Benvenuto. 

A Mosca e a Boston seguirono altre sue attività didattiche e concertistiche. Nel 1894 si stabilì definitivamente a Berlino.

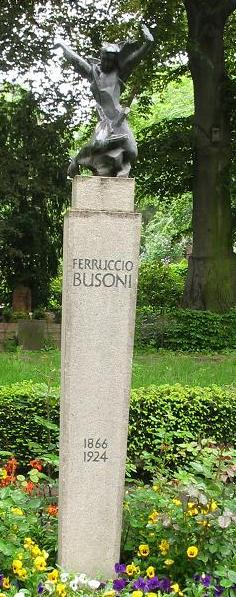
Tomba di Busoni a Berlino, cimitero di Friedenau

All'inizio della prima guerra mondiale era direttore del Conservatorio Giovanni Battista Martini di Bologna, città dove ebbe come allievo, tra gli altri, Guido Agosti; ma, per la disorganizzazione totale che riscontrava e per l'arretratezza culturale del clima, scelse di trasferirsi a Zurigo, scelta fatta anche per non inimicarsi il mercato tedesco dopo la guerra (riporta Cantù nel suo libro su Wolf-Ferrari). 

Fu questo un periodo proficuo, in cui strinse amicizia con Umberto Boccioni che lo ritrasse nel 1916.

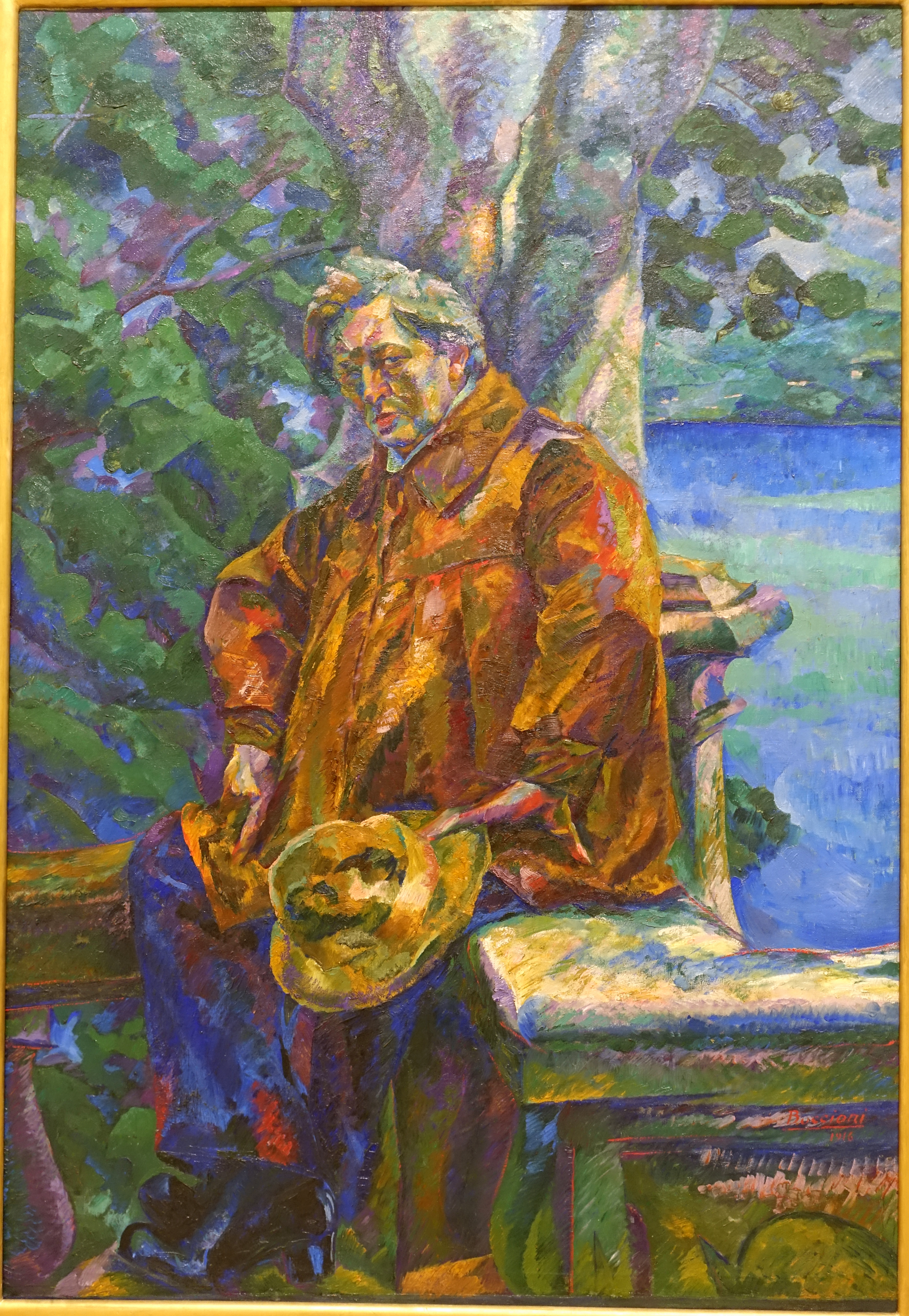
U.Boccioni,
Ritratto di Ferruccio Busoni, 1916
Roma, Galleria Nazionale d'arte moderna

Nel periodo 1917-1920 Busoni frequentò la casa di Elias Canetti e della madre del celebre linguista, a Zurigo, e viene citato nell'autobiografia dello stesso Canetti, La lingua salvata.
Al termine del conflitto Busoni fu a lungo incerto sul suo rientro a Berlino, anche a causa della situazione politica che andava delineandosi. A spingerlo al rientro furono l'offerta di una classe di composizione da parte di Leo Kestenberg (suo ex allievo di pianoforte che allora occupava un posto influente tra gli intellettuali della Repubblica di Weimar) e l'esigenza di rientrare nella sua casa.
Rientrò nel settembre del 1920 e riprese a comporre (la toccata, il valzer danzato, le scene della duchessa di Parma per il Doktor Faust) e intraprese delle tournée all'estero: Londra e Roma. 

Fino alla morte risiedette a Berlino, in Viktoria-Luise-Platz 11, dove una targa commemorativa lo ricorda come Musiker, Denker, Lehrer (musicista, pensatore, insegnante).
Busoni morì per una malattia renale nel 1924; la sua tomba si trova nel cimitero di Friedenau a Berlino.

### Il Concorso pianistico internazionale "Ferruccio Busoni"
A Ferruccio Busoni è stato intitolato il prestigioso Concorso pianistico "Ferruccio Busoni", fondato a Bolzano da Cesare Nordio nel 1949, nel venticinquesimo anniversario della morte del musicista. Spesso il primo premio non viene assegnato. Nella prima edizione, il 2º premio fu vinto da Ludovico Lessona. Fra i premiati famosi: Sergio Perticaroli (1952), Jörg Demus (1956), Martha Argerich (1957), Roberto Cappello (1976) ecc.

## Il nuovo classicismo di Busoni

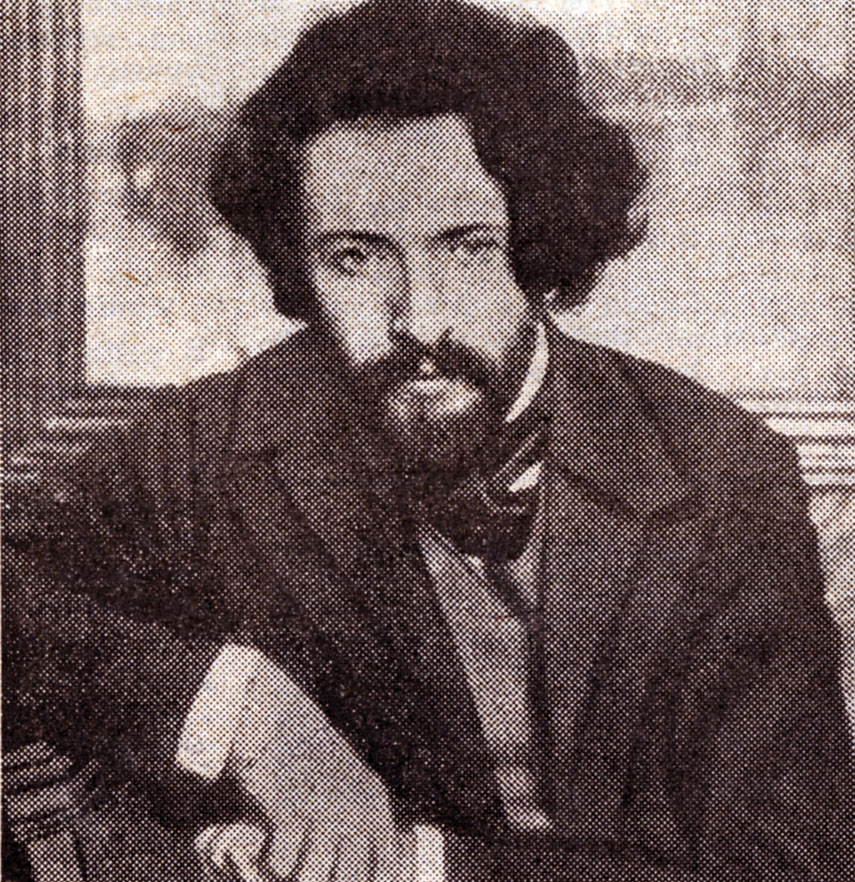
Ferruccio Busoni nel 1890

Busoni non fu solo compositore, ma anche teorizzatore musicale: teorizzò sui terzi di tono, fu un precursore della musica elettronica, e scrisse nel 1909 un saggio su una nuova estetica musicale. Nella sua estetica un posto rilevante occupa l'opera Die Junge Klassizität (Il nuovo classicismo ma, nella sua accezione letterale, la giovane classicità), una ricerca di un nuovo stile che guardi al futuro basandosi sulle fondamenta del passato.
Il nuovo classicismo è una frontiera più innovativa rispetto alle scuole nazionali in voga all'inizio del XX secolo, ed esprime la ricerca del nuovo senza il rinnegamento del passato, con l'obiettivo di non rinunciare alla tonalità senza averne esplorato prima tutte le possibilità.
La ricerca del nuovo in Busoni può essere espressa dai versi che pose ad inizio (1907) del Entwurf einer neuen Ästhetik der Tonkunst (Saggio di una nuova estetica musicale), tratti dal libretto Aladino, composto nel 1905 per un'opera che non fu mai composta, solo abbozzata. Ma è difficile dire se Busoni trovò davvero il nuovo a cui tanto agognava.

### Busoni pianista

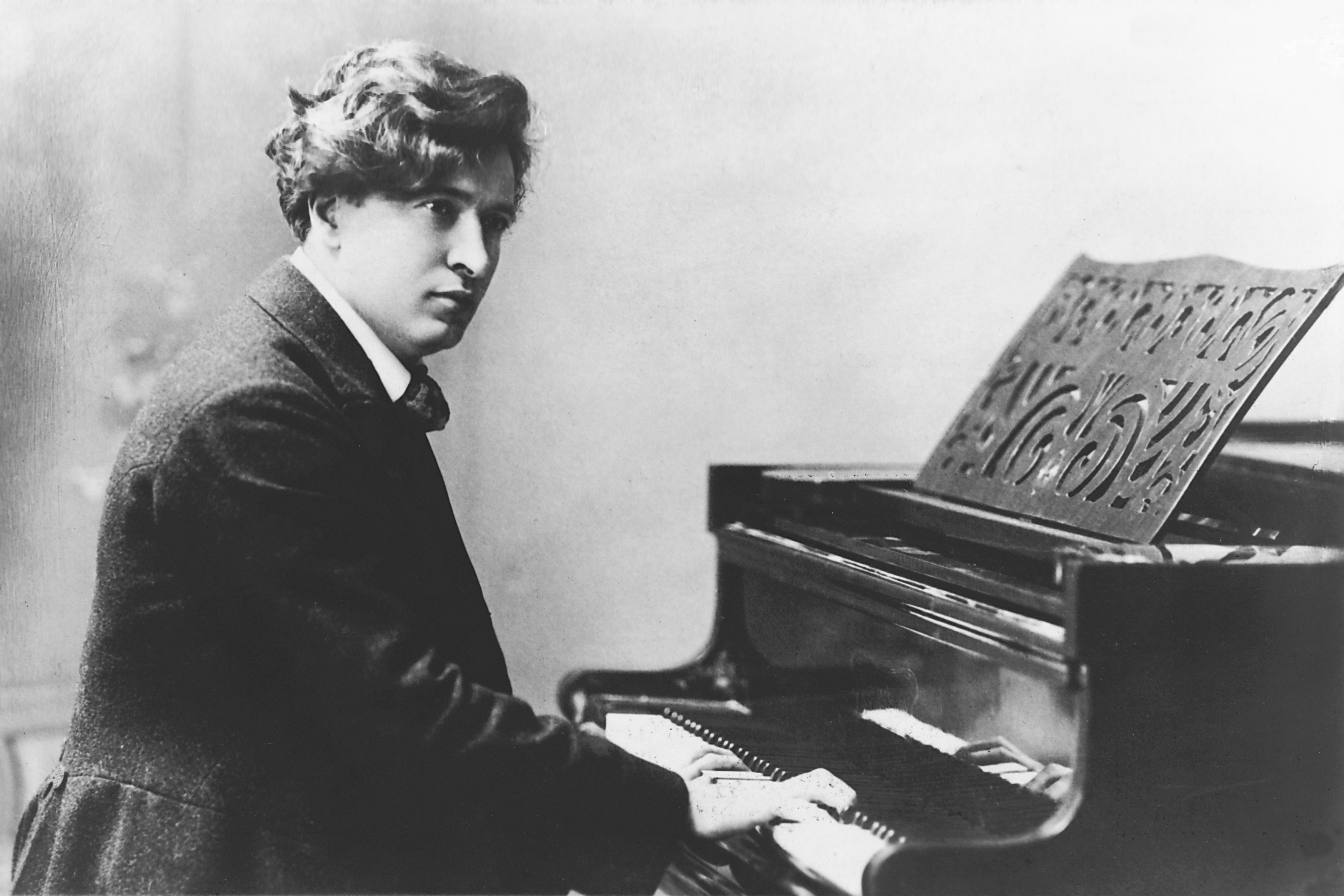
Busoni al pianoforte

Lo studio indefesso, continuo e metodico del pianoforte portò Busoni ad essere uno dei più grandi pianisti di tutti i tempi. Nel suo pianismo furono essenziali due elementi: lo studio approfondito di Bach e la tecnica trascendentale lisztiana. Nel campo della tecnica pianistica fu senz'altro un innovatore e, pur manifestando insofferenza nei confronti dei "metodi", che con il loro angusto e intollerante precettismo tendevano ad ignorare le diversità individuali e a mortificare la personalità degli allievi, ebbe parole di elogio nei confronti del "metodo naturale" proposto dal pianista e didatta Rudolf M. Breithaupt, uno dei più significativi teorici della tecnica del peso, mostrando di condividerne i fondamenti.
La recensione di Busoni al libro di Breithaupt comparve nel 1905 sulla rivista berlinese Die Musik (IV, n. 22) (ed è ora inclusa nella raccolta degli scritti di Busoni Lo sguardo lieto, Milano, 1977). Le sue trascrizioni per pianoforte delle composizioni per clavicembalo ed organo di Bach si distinguono da quelle dei suoi predecessori: Busoni è il primo che interpreta la trascrizione come una traduzione. Non un pedissequo riportare la composizione originaria su un diverso strumento, ma uno sfruttamento a tutto campo delle potenzialità del nuovo strumento.
Una delle sue più famose trascrizioni è la Ciaccona per violino di Bach. Non meno interessanti e importanti per la storia dell'interpretazione pianistica sono le sue revisioni delle opere per tastiera di Johann Sebastian Bach (vedi Bertoglio, Chiara (2012). Instructive Editions and Piano Performance Practice: A Case Study). Di documenti sonori delle sue esecuzioni ne restano ben pochi. Diverse matrici di incisioni per grammofono sono andate perdute durante la guerra. Sembra che Busoni abbia inciso quattro dischi a 78 giri e da alcune lettere sappiamo che non ne era affatto contento.
Restano invece diversi rulli di pianola. Da questi rulli, riprodotti recentemente su pianoforti moderni, sono stati tratti dei CD stereo che danno qualcosa dell'esecuzione busoniana. Rese in forma abbastanza fedele sono la velocità d'esecuzione e gli accordi. Il tocco è invece perso quasi del tutto e completamente perso è l'uso dei pedali nelle loro sfumature, e non tanto il pedale del piano, quanto quello di risonanza e quello tonale. Busoni fu infatti l'artefice dell'introduzione nei pianoforti del terzo pedale (pedale tonale) convincendo la casa Steinway & Sons alla sua introduzione.
Le sue esecuzioni continuarono sino a pochi anni prima della morte: sono del 1922 i concerti a Roma all'Augusteo e la sua produzione pianistica continuò sino al 1924 (anno della morte) quando diede alle stampe Prélude et étude en arpège. È difficile parlare di un'eredità del pianismo busoniano. Benché abbia tenuto lezioni di pianoforte e abbia avuto allievi, Busoni concedeva qualcosa solo se scorgeva un elemento ricettivo, ma anche in questo caso, geloso dei suoi studi e delle conoscenze acquisite, dava solo le basi, lasciando all'allievo il compito di completare quanto non insegnato. Tra i suoi allievi vi furono Guido Agosti ed Egon Petri, oltre a Gino Tagliapietra.
Il primo prototipo del celebre pianoforte Bösendorfer Imperial fu costruito nel 1909 secondo una richiesta di Ferruccio Busoni. Stava lavorando su una trascrizione di musica organistica di Bach e aveva bisogno di uno strumento con delle note di basso più gravi. Come risultato fu creato l’Imperial con 97 tasti – otto ottave complete.

### Busoni compositore
La produzione musicale di Busoni si svolse contemporaneamente alla sua attività di concertista e agli impegni contratti nei vari conservatori in cui era chiamato, ed è tutt'altro che ridotta per quanto non vasta come quella di altri musicisti a lui contemporanei. Quando a diciassette anni giunse a Vienna (autunno del 1884) con l'intenzione di dar forma concreta al suo futuro artistico (sia come pianista ma soprattutto come compositore), Busoni aveva già scritto una quarantina di composizioni: opere per pianoforte, per orchestra, per pianoforte e orchestra, cantate, e un Requiem.

Ferruccio Busoni nel 1910

Fra queste composizioni un cenno particolare meritano i 24 preludi op. 37 (1880) che risentono sia dei preludi chopiniani che del clavicembalo ben temperato, la cantata Il sabato del villaggio su testo di Leopardi, un Requiem e altre composizioni, fra cui una suite sinfonica.
Bisognoso di affermarsi sia come pianista sia come insegnante, soprattutto per guadagnarsi da vivere, intensificò ancora lo studio del pianoforte. Stabilì la propria dimora dapprima a Lipsia, quindi ad Helsinki, quindi a Mosca. Di questo periodo è il Konzertstück con il quale vinse a Mosca il premio Rubinstein. Il concerto reca ancora l'influsso di Brahms, un compositore che Busoni conobbe personalmente a Vienna, e dal quale ricevette consigli e raccomandazioni. Di Brahms Busoni, nella sua prima fase formativa, sentì molto l'autorità e il peso storico. Degno di nota in questo periodo è il concerto per violino op. 35.
Ma la svolta significativa della sua evoluzione musicale fu la Sonata per violino e pianoforte del 1896. L'influsso di Brahms è ancora presente, ma a mano a mano che la sonata si evolve mostra sempre più una via autonoma e termina con una variazione sul corale bachiano Wie wohl ist mir. Busoni aveva trent'anni e affermò che questa era la sua prima opera veramente riuscita, considerandola una svolta nella propria evoluzione musicale.

## Opere

### Concerto per pianoforte, orchestra e coro maschile
Nel 1897 dopo aver composto in una sola notte la Lustspiel-Ouverture op. 38, Busoni riprese un vecchio progetto: un concerto per pianoforte e orchestra che si discostasse dalla tradizione. Il Concerto per pianoforte e orchestra (1904) con coro maschile finale è probabilmente il suo lavoro orchestrale più noto, anche se eseguito di rado sia per l'arditezza scritturale della parte pianistica, sia per la durata (1 ora e 10 minuti). Nel 1983 fu eseguito per il Teatro La Fenice diretto da Donato Renzetti al Teatro Malibran.
Il concerto si articola in maniera anomala rispetto agli standard classici dei tre movimenti, standard che un Busoni dodicenne aveva già infranto con il concerto per pianoforte e archi (in quattro movimenti). Critici illustri hanno inquadrato questo concerto nella tipologia dei concerti per orchestra con pianoforte concertante. I cinque movimenti in cui il concerto si articola sono già indicativi del diverso spirito con cui l'opera si atteggia rispetto ad altre composizioni della sua epoca: 
1. Prologo ed introito,
2. Pezzo giocoso,
3. Pezzo serioso (introductio, prima pars, altera pars, finale),
4. All'italiana (tarantella),
5. Cantico.

### Composizioni per pianoforte solo
- Stücke, op. 33b (1896)
- Elegien: Sieben neue Klavierstücke (1907)
- Fantasia nach Johann Sebastian Bach (1909)
- Fantasia contrappuntistica (terza e ultima versione, 1912)
- Indianisches Tagebuch (Diario indiano, 1912)
- Sei sonatine (1910-1920)
- Trascrizioni:
  - Da Bach
  - Da Liszt
- Parafrasi:
  - Da Bizet
- Variazioni da un preludio di Chopin
- Suite Campestre
- Racconti Fantastici
- Macchiette Medioevali
- Toccata
- Perpetuum Mobile (K 293)
- Six Etudes op.16
- 24 Preludi op.37 (K 181)

### Il teatro musicale
Busoni compose quattro opere teatrali: Die Brautwahl (Il sorteggio della sposa), Turandot e Arlecchino oder die Fenster (Arlecchino ovvero le finestre), entrambe del 1916-1917, e Doktor Faust (incompiuta) portata a termine da Philipp Jarnach. Di tutte fu anche il librettista.

#### Turandot
Busoni interpreta rettamente lo spirito della fiaba di Carlo Gozzi: una storia fantasticamente giocosa che finge di dare importanza ai capricci di una principessa cinese. Il principe è animato dagli stessi capricci di Turandot: lei rifiuta gli uomini e lui la vuole possedere. Così Busoni svolge la trama come un intreccio tra il gioco e la serietà, in cui sono presenti le maschere del teatro italiano, quali Truffaldino e Pantalone.
Riccamente orchestrata, nei due atti in cui si articola, l'opera di Busoni rende senza troppa enfasi l'ambiente in cui si svolge la vicenda. Successivamente l'autore ne trasse anche una suite sinfonica. Pochi anni dopo, lo stesso soggetto sarà interpretato da Giacomo Puccini in chiave eroica e drammatica, facendo del principe una sorte d'eroe romantico, collocando in questo modo l'opera lungo il filone della tradizione italiana ottocentesca.

#### Arlecchino
Arlecchino oder die Fenster (Arlecchino ovvero le finestre), capriccio teatrale in quattro quadri composto nel 1916 durante il periodo d'esilio volontario a Zurigo è un'opera in un atto estremamente seriosa. L'opera è una satira atroce dei costumi e delle mode non dell'epoca, bensì di sempre, un ritratto impietoso del perbenismo, ma non è animata affatto da puro nichilismo: l'evidenziazione dei mali della società vuole mettere in risalto per contrasto quale dovrebbe essere il giusto comportamento, l'atteggiamento da tenere nella vita dinanzi ai falsi problemi.
Articolata in gran parte in recitativi secondo lo stile antico (la parte di Arlecchino è sostenuta da una voce recitante e solo per brevi istanti da un tenore), l'opera si apre con una dichiarazione di Arlecchino che spiega quello che si vedrà (i personaggi della tradizione in un vivace susseguir di scene all'antica tagliate e spesso amene) e si chiude con una considerazione filosofica. Avendo realizzato uno spaccato della società, Busoni l'ha fatto portando a nudo tutti i mali insanabili di una società che allora, come oggi e come sempre, è presa più dall'apparire piuttosto che dall'essere.
Arlecchino in verità, è la personificazione teatrale dello stesso compositore, che, attraverso di lui, espone la sua critica verso il mondo moderno. Nel 2007 quest'opera è stata messa in scena dal Teatro Comunale di Bologna per la regia di Lucio Dalla, che vi ha aggiunto un brano introduttivo scritto da lui con funzione di prologo, e ne ha spostato l'azione insieme allo scenografo Italo Grassi, in un generico paesino del XX secolo, chiuso e riflesso su se stesso. Dall'opera, Busoni trasse il rondò arlecchinesco per orchestra e tenore.

## Discografia (parziale)
- Bach/Busoni, Complete Transcriptions, Arrangements, and Contrapuntal Piano works (Bach & Italy Vol 6) - Chiara Bertoglio, 2023 Da Vinci Classics
- Busoni, Doktor Faust - Dietrich Henschel, Kim Begley, Eva Janis, Marcus Hollop, Torsten Kerl, Dietrich Fischer-Dieskau, Kent Nagano, Orchestre et Choeur de l' Opéra national de Lyon, 2000 Erato - Grammy Award for Best Opera Recording 2001
- Bach/Busoni (trascrizione per violino), Preludio e Fuga in Do diesis minore Libro 1, Hélène Grimaud, Deutsche Grammophon, 2008